# Judge Hardy's Children
Judge Hardy's Children is een film uit 1938 onder regie van George B. Seitz. Het is het derde deel uit de Andy Hardy-reeks, een filmreeks die uit 16 films bestond. Destijds werd de film in Nederland uitgebracht onder de titel Schandaal in Washington.
Hoewel in de eerste twee delen de vader centraal stond, speelt Mickey Rooney vanaf dit deel de hoofdrol.

## Verhaal
Rechter James K. Hardy veroordeelt enkele middelbare scholieren tot het schrijven van een essay van 20.000 woorden, voor het verspreiden van een pamflet die tegen de autoriteit in gaat. Zijn zaak lokt de aandacht van enkele belangrijke mensen uit Washington, die hem uitnodigen naar de hoofdstad te komen voor een belangrijke taak. Hij krijgt een contract aangeboden van 200 dollar per dag, waarbij alle overige voorzieningen ook vergoed worden. Hoewel zijn vrouw Emily haar twijfels heeft over het contract, besluit hij deze te tekenen.
Eenmaal in Washington aangekomen, krijgt zoon Andy een oogje op Suzanne Cortot, de dochter van de Franse ambassadeur. Dochter Marian geniet van het leven in de bovenklasse en wordt bevriend met de rijke John Lee en zijn vrouw Margaret. Ze weet echter niet dat John en Maggie enkel interesse in haar tonen in de hoop informatie te krijgen over de zaak van haar vader. Emily is bang dat Marian zichzelf zal verliezen in de pracht en glorie van Washington en laat haar vriend Wayne Trent langskomen om te zorgen dat ze nuchter blijft. Marian denkt echter dat Wayne haar volgt en krijgt ruzie met hem.
Om Suzanne te verleiden, bezoekt Andy verscheidene musea en volgt een cursus Frans. Ze nodigt hem naar een feest uit, maar daar heeft hij een pak voor nodig. Andy heeft niet genoeg geld er een te kopen en leent die van zijn vader. Wanneer vader Hardy echter ontdekt dat Andy ook betrokken was bij het verspreiden van de pamfletten, eist hij deze terug wanneer hij zijn schuld niet wil toegeven. Hij heeft echter het geluk het pak te mogen dragen op het feest.
Marian weet niet dat John en Maggie hun gesprek opnemen, wanneer zij praat over de zaak van haar vader. Ze halen al haar opmerkingen uit context en chanteren haar vader. Haar uitspraken over de zaak worden gepubliceerd in een blad. De familie Hardy besluit om die reden terug te keren naar huis. Vader Hardy ziet het als een verloren zaak, maar Andy overtuigt hem niet op te geven om te strijden voor het goede. Aan het einde loopt alles goed af. Marian wordt herenigd met Wayne, terwijl Andy opnieuw iets krijgt met zijn vriendin Polly.

## Rolbezetting
| Acteur             | Personage                  |
| ------------------ | -------------------------- |
| Mickey Rooney      | Andrew 'Andy' Hardy        |
| Lewis Stone        | Judge James K. 'Jim' Hardy |
| Fay Holden         | Mrs. Emily Hardy           |
| Cecilia Parker     | Marian Hardy               |
| Betty Ross Clarke  | Tante Millie Forrest       |
| Ann Rutherford     | Polly Benedict             |
| Robert Whitney     | Wayne Trenton              |
| Jacqueline Laurent | Suzanne Cortot             |
| Ruth Hussey        | Margaret 'Maggie' Lee      |
| Jonathan Hale      | John Lee                   |

## Filmreeks
- A Family Affair (1937)
- You're Only Young Once (1937)
- Judge Hardy's Children (1938)
- Love Finds Andy Hardy (1938)
- Out West with the Hardys (1938)
- The Hardys Ride High (1939)
- Andy Hardy Gets Spring Fever (1939)
- Judge Hardy and Son (1939)
- Andy Hardy Meets Debutante (1940)
- Andy Hardy's Private Secretary (1941)
- Life Begins for Andy Hardy (1941)
- The Courtship of Andy Hardy (1942)
- Andy Hardy's Double Life (1942)
- Andy Hardy's Blonde Trouble (1944)
- Love Laughs at Andy Hardy (1946)
- Andy Hardy Comes Home (1958)